# Parafia Najświętszej Maryi Panny Królowej Świata w Oblekoniu
Parafia Najświętszej Maryi Panny Królowej Świata w Oblekoniu – parafia rzymskokatolicka, znajdująca się w diecezji kieleckiej, w dekanacie stopnickim.